# Сан-Жозе-ду-Серриту
Сан-Жозе-ду-Серриту (порт. São José do Cerrito)  —  муниципалитет в Бразилии, входит в штат Санта-Катарина. Составная часть мезорегиона Серрана. Входит в экономико-статистический  микрорегион Кампус-ди-Лажис. Население составляет 9505 человек на 2006 год. Занимает площадь 946,243 км². Плотность населения — 10,0 чел./км².

## История
Город основан 7 декабря 1961 года.

## Статистика
- Валовой внутренний продукт на 2003 составляет 47.450.255,00 реалов (данные: Бразильский институт географии и статистики).
- Валовой внутренний продукт на душу населения на 2003 составляет 4.787,15 реалов (данные: Бразильский институт географии и статистики).
- Индекс развития человеческого потенциала на 2000 составляет 0,731 (данные: Программа развития ООН).